# Strider II
Strider II, i Nordamerika släppt som Journey from Darkness: Strider Returns), är ett sidscrollande plattformsspel utgivet av US Gold (licenserat av Capcom USA) som släpptes 1990. Spelet är uppföljaren till Capcoms Strider.
Spelet släpptes till Commodore Amiga, Atari ST, Commodore 64, Amstrad CPC och ZX Spectrum, samt 1992 även till Sega Mega Drive och Sega Master System.

## Handling
Utrustad med ett gyro-laservapen och en materieomvandlare skall Strider rädda planeten Magentas folk.

### Fotnoter
1. ↑  ”Strider 2” (på engelska). Mobygames. 10 mars 1990. http://www.mobygames.com/game/strider-2_. Läst 5 juni 2014.